# هاينريش موريتس فيلكوم
هاينريش موريتس فيلكوم (بالألمانية: Heinrich Moritz Willkomm) كان عالمَ نباتٍ ألمانياً، ولد في 29 يونيو 1821 وتوفي في 26 أغسطس 1895.

## حياته
تحصل هاينريش موريتس فيلكوم على درجة الدكتوراه في الفلسفة. عمل أستاذاً خارق للعادة في علم النبات من عام 1855 إلى عام 1867 بجامعة لايبزغ، ثم أستاذ التاريخ الطبيعي في أكاديمية الزراعة والغابات بتارانت، ثم أستاذ علم نبات في جامعة دوربت (وهي تدعى حالياً جامعة تارتو) من عام 1868، ثم من عام 1874 إلى عام 1892 أستاذاً ومديراً بجامعة براغ.